# Chêne-Pâquier
Chêne-Pâquier é uma comuna da Suíça, situada no distrito de Jura-Nord Vaudois, no cantão de Vaud. Tem 2,11 km² de área e sua população em 2018 foi estimada em 140 habitantes.